# La Rippe
La Rippe es una comuna suiza del cantón de Vaud, situada en el distrito de Nyon. Limita al norte con las comunas de Prémanon (FRA-39) y Gingins, al este con Chéserex, al sureste con Crassier, y al oeste con Divonne-les-Bains (FRA-01).
La comuna hizo parte hasta el 31 de diciembre de 2007 del círculo de Gingis.